# Eumecotarsus
Eumecotarsus is een geslacht van wantsen uit de familie van de Miridae (Blindwantsen). Het geslacht werd voor het eerst wetenschappelijk beschreven door Kerzhner in 1962.

## Soorten
Het genus bevat de volgende soorten:

- Eumecotarsus breviceps (Reuter, 1878)
- Eumecotarsus chinensis Kerzhner, 1962
- Eumecotarsus kiritshenkoi Kerzhner, 1962
- Eumecotarsus milidius Seidenstücker, 1980